# Dipturus ecuadoriensis
Dipturus ecuadoriensis  (лат.) — вид хрящевых рыб семейства ромбовых скатов отряда скатообразных. Обитают в тропических водах юго-восточной части Тихого океана. Их крупные, уплощённые грудные плавники образуют диск в виде ромба с заострённым рылом. Максимальная зарегистрированная длина 39,3 см.

## Таксономия
Впервые вид был научно описан в 1941 году. Вид назван по географическому месту обитания.

## Ареал
Эти демерсальные скаты являются эндемиками вод, омывающих Эквадор.

## Описание
Широкие и плоские грудные плавники этих скатов образуют ромбический диск с треугольным вытянутым рылом и закруглёнными краями. На вентральной стороне диска расположены 5 жаберных щелей, ноздри и рот. На длинном хвосте имеются латеральные складки. У этих скатов 2 редуцированных спинных плавника и редуцированный хвостовой плавник.
Максимальная зарегистрированная длина 39,3 см.

## Биология
Подобно прочим ромбовым эти скаты откладывают яйца, заключённые в жёсткую роговую капсулу с выступами на концах. Эмбрионы питаются исключительно желтком.

## Взаимодействие с человеком
Не представляют коммерческой ценности. Данных для оценки Международным союзом охраны природы охранного статуса вида недостаточно.